# Херсонский областной комитет Коммунистической партии Украины
Херсонский областной комитет Коммунистической партии Украины — орган управления Херсонской областной партийной организацией КП Украины (1944 — 1991 годы). Херсонская область была образована 30 марта 1944 года. Первое заседание бюро областного комитета партии прошло 27 апреля 1944 года.

## Первые секретари Херсонского обкома КП Украины
- 30 марта 1944 — 30 апреля 1944 — Олексенко Степан Антонович
- 30 апреля 1944 — 3 января 1949 — Фёдоров Алексей Фёдорович
- 3 января 1949 — 8 марта 1951 — Гришко Григорий Елисеевич
- 8 марта 1951 — февраль 1954 — Онищенко Вадим Прохорович
- февраль 1954 — июнь 1956 — Дружинин Владимир Николаевич
- июнь 1956 — 12 января 1962 — Елистратов Пётр Матвеевич
- 12 января 1962 — 14 января 1963 — Кочубей Антон Самойлович
- 14 января 1963 — декабрь 1964 (по сельскому хозяйству) — Кочубей Антон Самойлович
- 17 января 1963 — декабрь 1964 (по промышленности) — Халапсин Владимир Николаевич
- декабрь 1964 — 5 октября 1972 — Кочубей Антон Самойлович
- 5 октября 1972 — 28 марта 1980 — Мозговой Иван Алексеевич
- 28 марта 1980 — 23 июня 1987 — Гиренко Андрей Николаевич
- 23 июня 1987 — 26 августа 1991 — Кушнеренко Михаил Михайлович

## Вторые секретари Херсонского обкома КП Украины
- 30 марта 1944 — 1947 — Прищепа Михаил Михайлович
- 1947 — 1949 — Гладков Николай Алексеевич
- 1949 — март 1951 — Онищенко Вадим Прохорович
- 8 марта 1951 — 1952 — Пустовойт Иван Семенович
- сентябрь 1952 — 1955 — Татаренко Леонид Порфирьевич
- 1955 — июнь 1956 — Елистратов Петр Матвеевич
- июнь 1956 — 12 января 1962 — Кочубей Антон Самойлович
- 12 января 1962 — 14 января 1963 — Халапсин Владимир Николаевич
- 14 января 1963 — декабрь 1964 (по сельскому хозяйству) — Сенин Алексей Семенович
- 17 января 1963 — декабрь 1964 (по промышленности) — Курган Владислав Герасимович
- декабрь 1964 — 20 ноября 1970 — Халапсин Владимир Николаевич
- 20 ноября 1970 — 29 марта 1975 — Курган Владислав Герасимович
- 29 марта 1975 — 28 марта 1980 — Гиренко Андрей Николаевич
- 28 марта 1980 — июль 1987 — Мельников Александр Тихонович
- июль 1987 — август 1991 — Касьяненко Анатолий Иванович

## Секретари Херсонского обкома КП Украины
- 1944 — 1947 — Гладков Николай Алексеевич (3-й секретарь)
- 1944 — 1945 — Короед Алексей Степанович (по пропаганде)
- 1945 — 1952 — Кулик Сергей Иванович (по кадрам)
- 1945 — 1946 — Сидоренко Ф. А. (по пропаганде)
- 1946 — 1950 — Ларин Григорий Всеволодович (по пропаганде)
- 1947 — 1950 — Утехин Андрей Георгиевич (3-й секретарь)
- 1950 — 14 января 1963 — Даниленко Николай Абрамович (по пропаганде)
- июль 1950 — 29 сентября 1951 — Алидин Виктор Иванович
- 29 сентября 1951 — 1952 — Верушкин Николай Андреевич
- сентябрь 1954 — 1955 — Елистратов Пётр Матвеевич
- 1954 — 1961 — Беньковский Борис Фёдорович (по сельскому хозяйству)
- 1955 — 1957 — Багненко Александр Карпович (по промышленности)
- 1957 — январь 1962 — Халапсин Владимир Николаевич (по промышленности)
- 1961 — 14 января 1963 — Сенин Алексей Семенович (по сельскому хозяйству)
- 1962 — 14 января 1963 — Кобак Николай Данилович (по промышленности)
- 14 января 1963 — декабря 1964 — Рой Иван Хомич (сельский по идеологии)
- 14 января 1963 — декабря 1964 — Балабай Александр Петрович (сельский парт-гос. контроль)
- 17 января 1963 — декабря 1964 — Даниленко Николай Абрамович (промышленный по идеологии)
- 17 января 1963 — декабря 1964 — Прилипко Александр Викторович (промышленный парт-гос. контроль)
- декабрь 1964 — ноябрь 1969 — Даниленко Николай Абрамович (по идеологии)
- декабрь 1964 — 1966 — Кобак Николай Данилович (по промышленности)
- декабря 1964 — 2 декабря 1972  — Кривошей Николай Павлович (по сельскому хозяйству)
- декабря 1964 — февраль 1966 — Балабай Александр Петрович (парт-гос. контроль)
- 1966 — 20 ноября 1970 — Курган Владислав Герасимович (по промышленности)
- ноябрь 1969 — 1982 — Касьяненко Александр Елисеевич
- 20 ноября 1970 — 1981 — Краев Владимир Алексеевич
- 2 декабря 1972 — 1987 — Стрельченко Григорий Степанович (по сельскому хозяйству)
- 1983 — 1984 — Скоромнюк Михаил Алексеевич
- 1982 — 1985 — Гловацкий Анатолий Васильевич (по промышленности)
- август 1984 — ноябрь 1990 — Прозорова Вера Васильевна (по социально-экономическому развитию)
- 1985 — 1990 — Найда Георгий Иванович
- март 1987 — август 1991 — Лазник Пётр Иванович (по сельскому хозяйству)
- 1990 — 1991 — Рожко Николай Петрович
- 1990 — август 1991 — Ходаковский Владимир Фёдорович